# Landwind X7
Landwind X7 — компактный кроссовер, производившийся с августа 2015 по март 2019 года китайской компанией Landwind.

## Описание
Landwind X7 впервые был представлен в апреле 2014 года, когда китайский автомобильный сайт Autohome показал фотографии концепта Landwind E32. Дебют состоялся в мае 2014 года в Гуанчжоу. При разработке компания ориентировалась на Range Rover Evoque.
До 2015 года автомобиль демонстрировали на автосалоне в Шанхае. Продажи автомобиля начались 6 августа 2015 года в Китае.
В ноябре 2017 года автомобиль прошёл рестайлинг.

## Технические характеристики
До 2017 года Landwind X7 оснащался 2,0-литровым двигателем Mitsubishi Sirius мощностью 190 л. с. при 5500 об/мин и крутящим моментом 250 Н⋅м. С 2017 года автомобиль оснащался 1,5-литровым двигателем Ford GTDI мощностью 162 л. с. при 5400—5700 об/мин и крутящим моментом 250 Н⋅м.

## Галерея

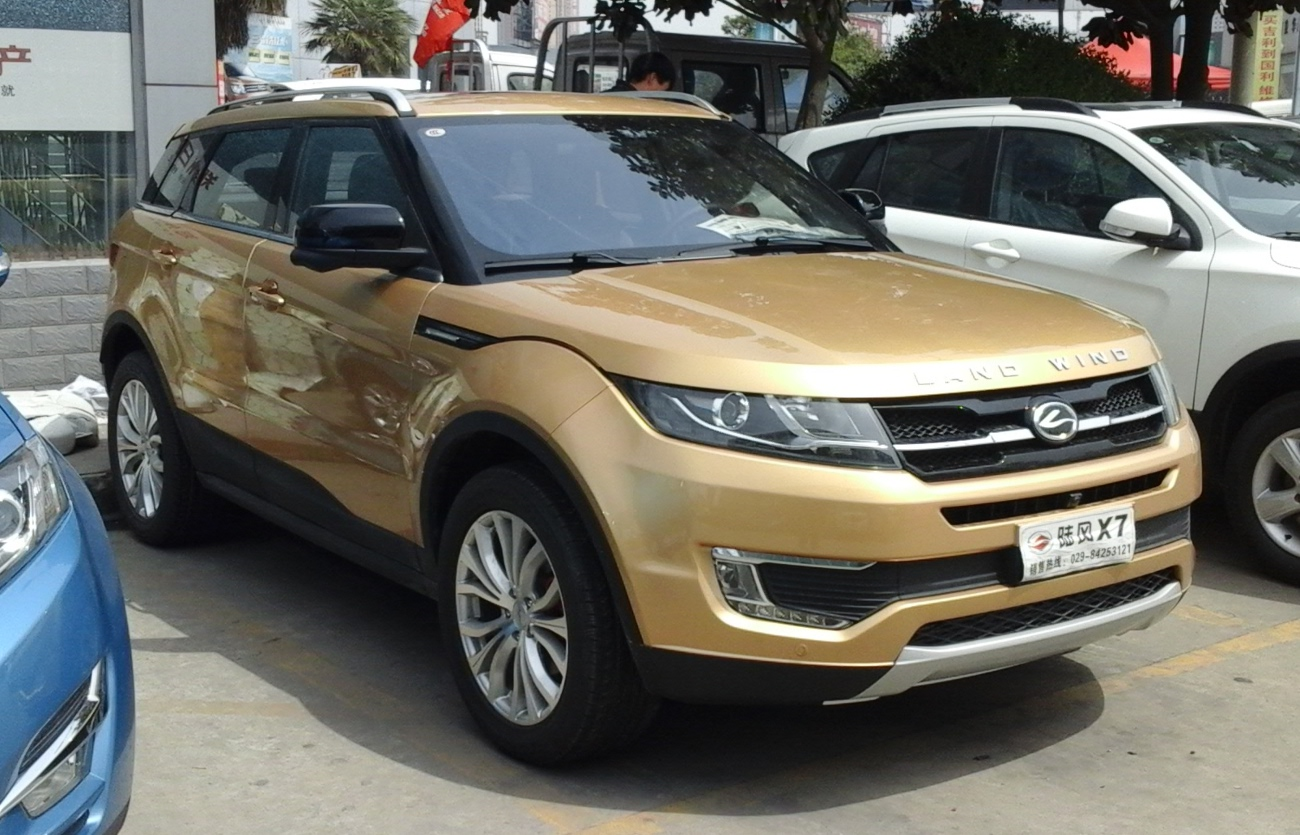
Landwind X7
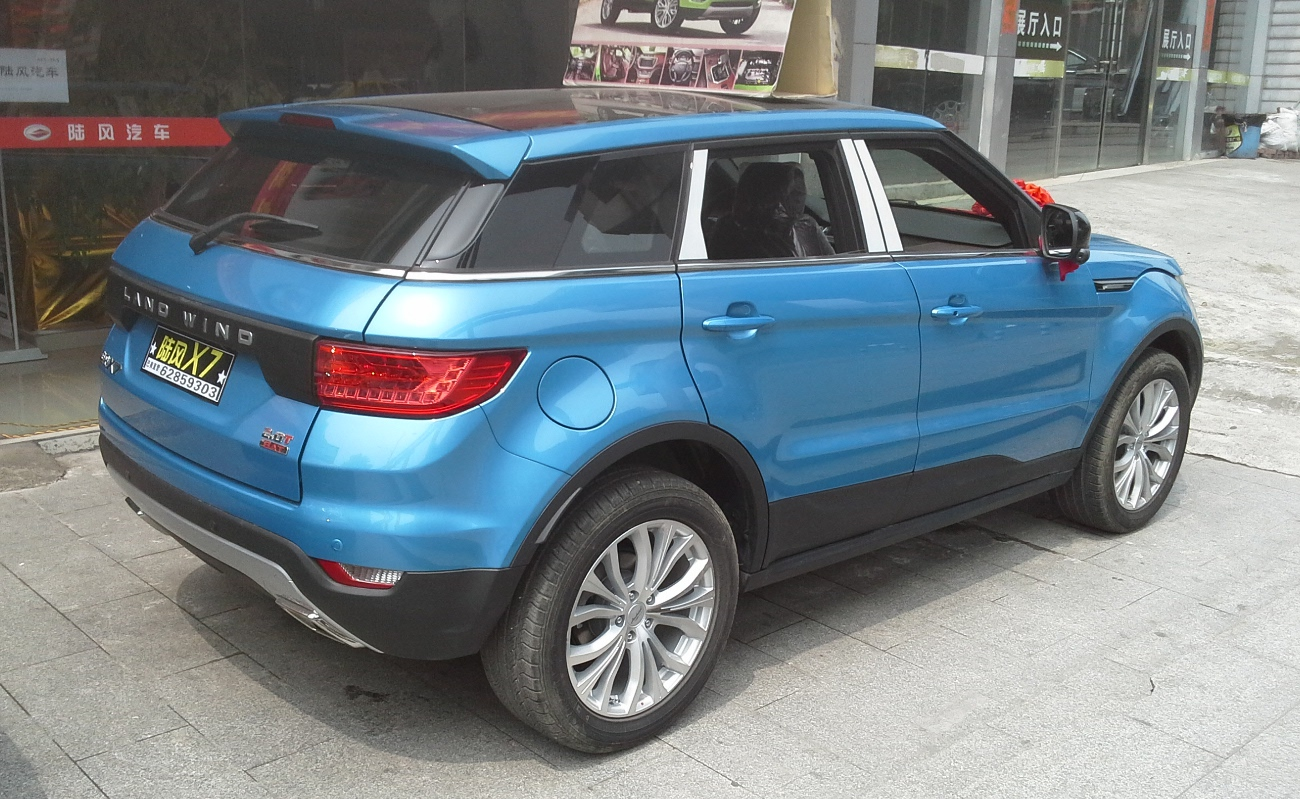
Landwind X7
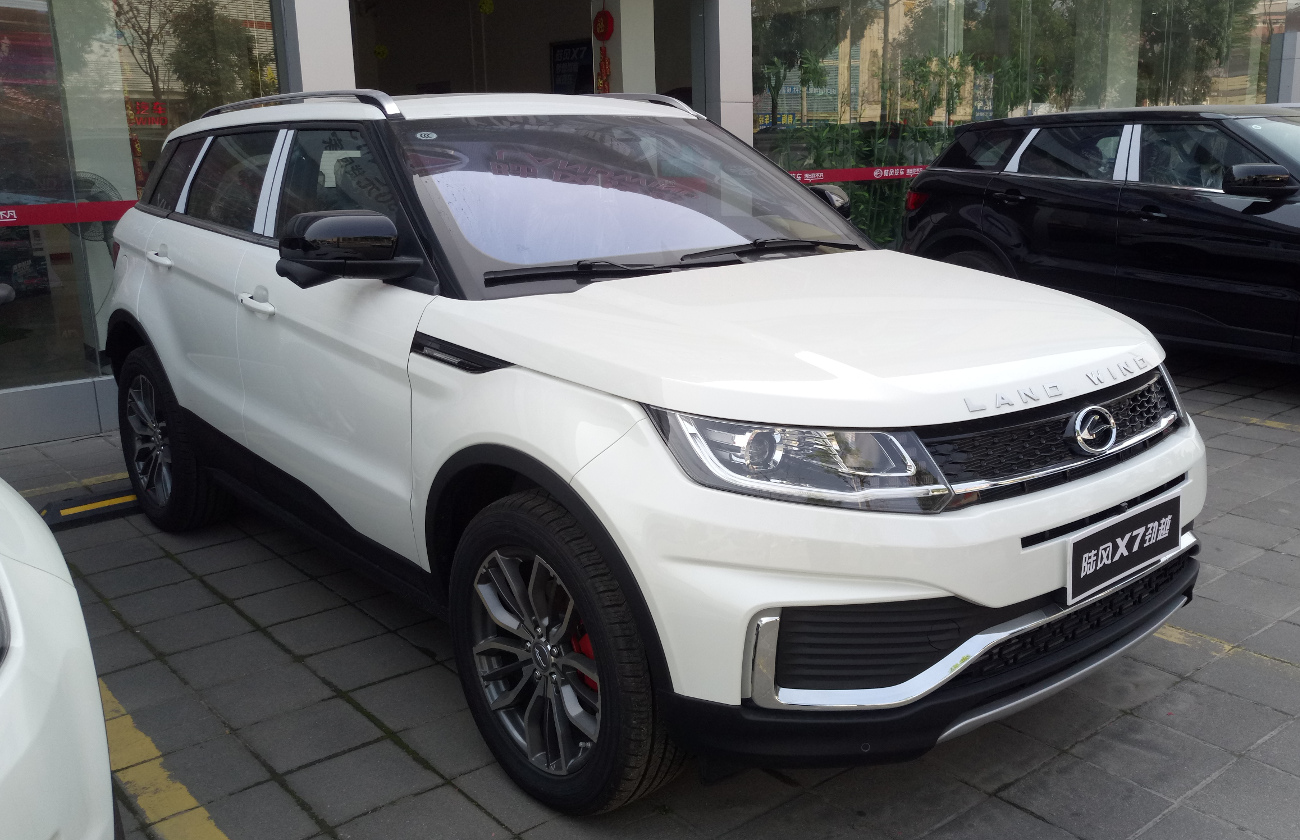
Рестайлинг передней части
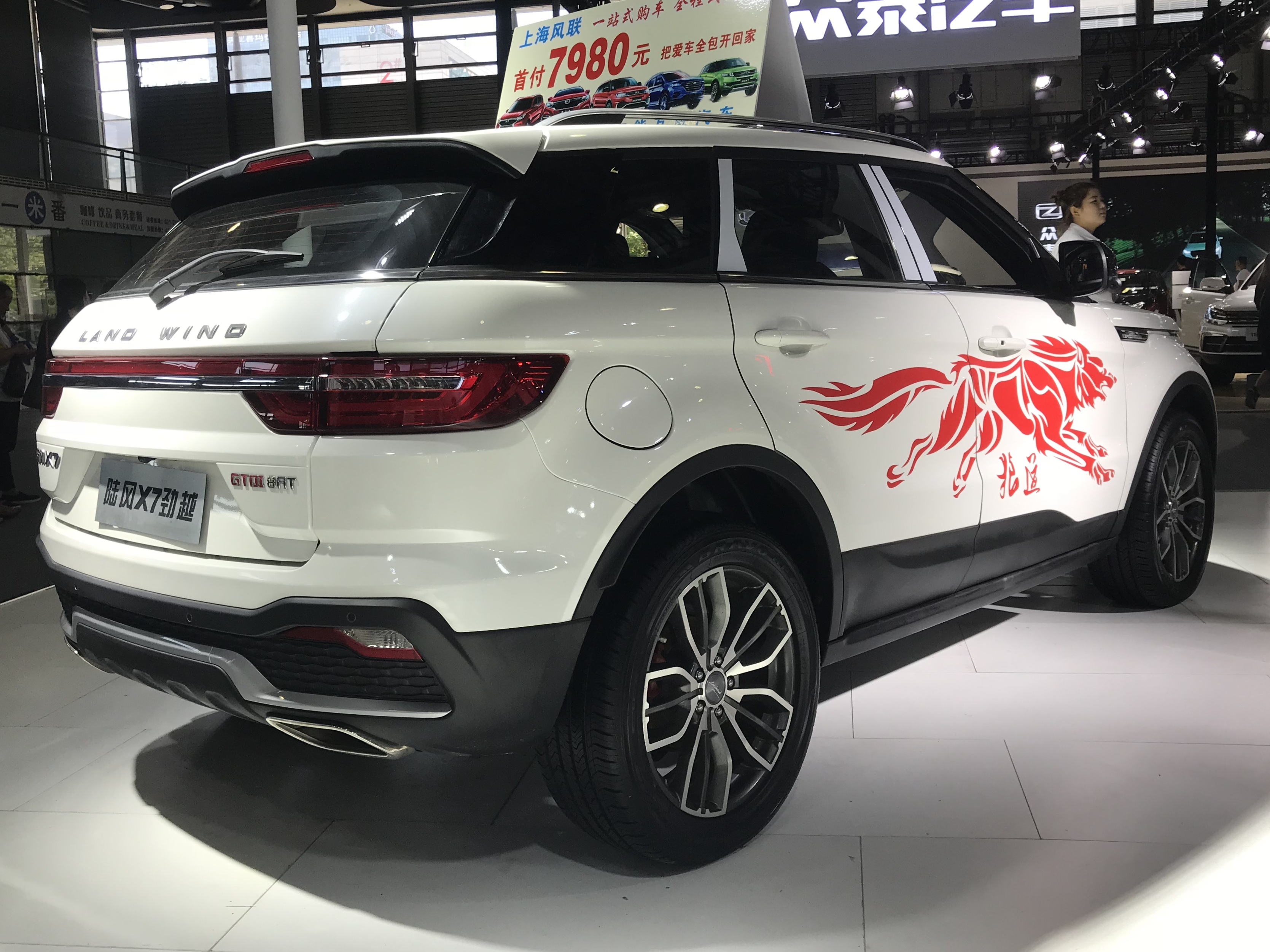
Рестайлинг задней части
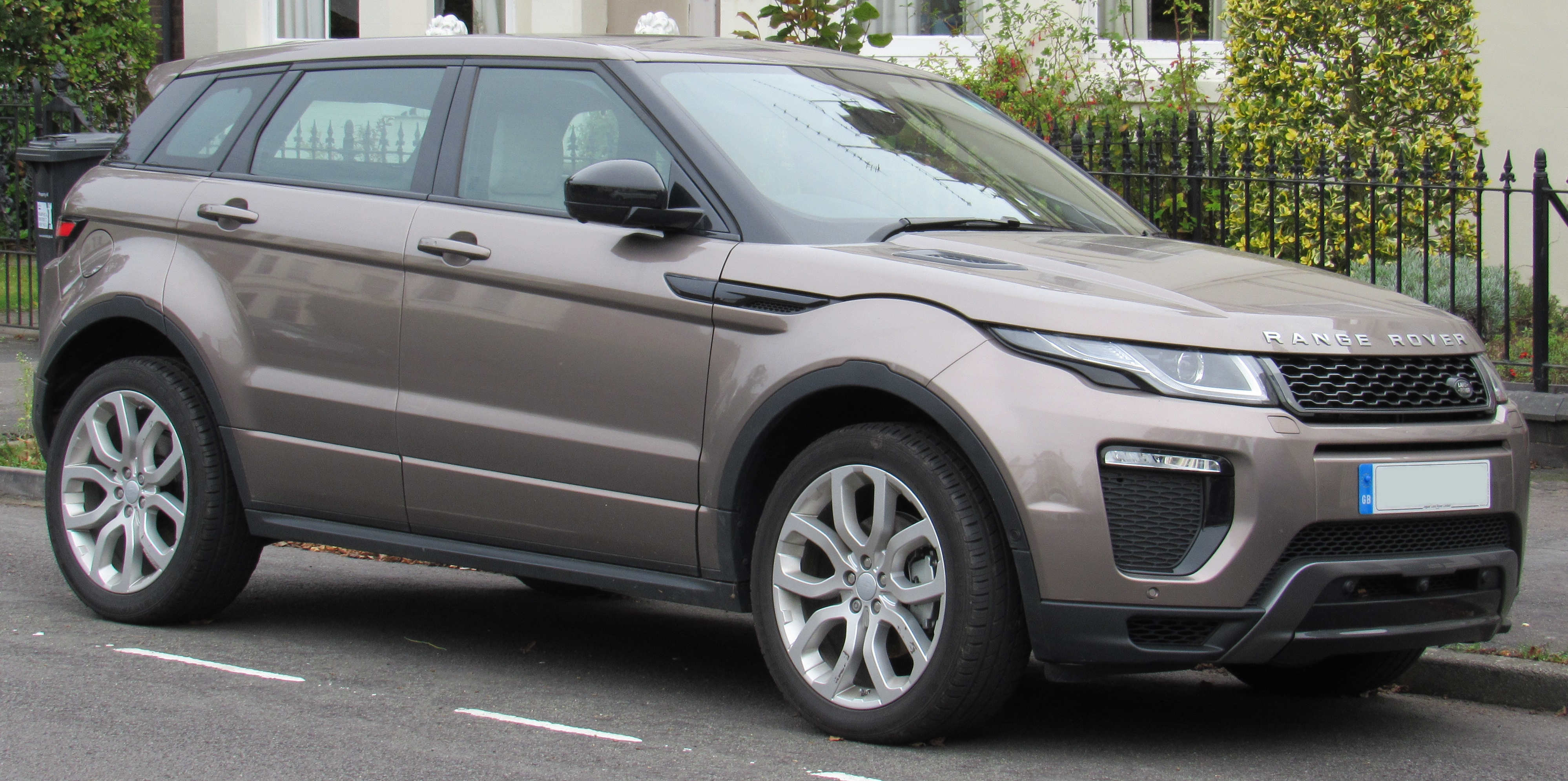
Range Rover Evoque — прародитель Landwind X7
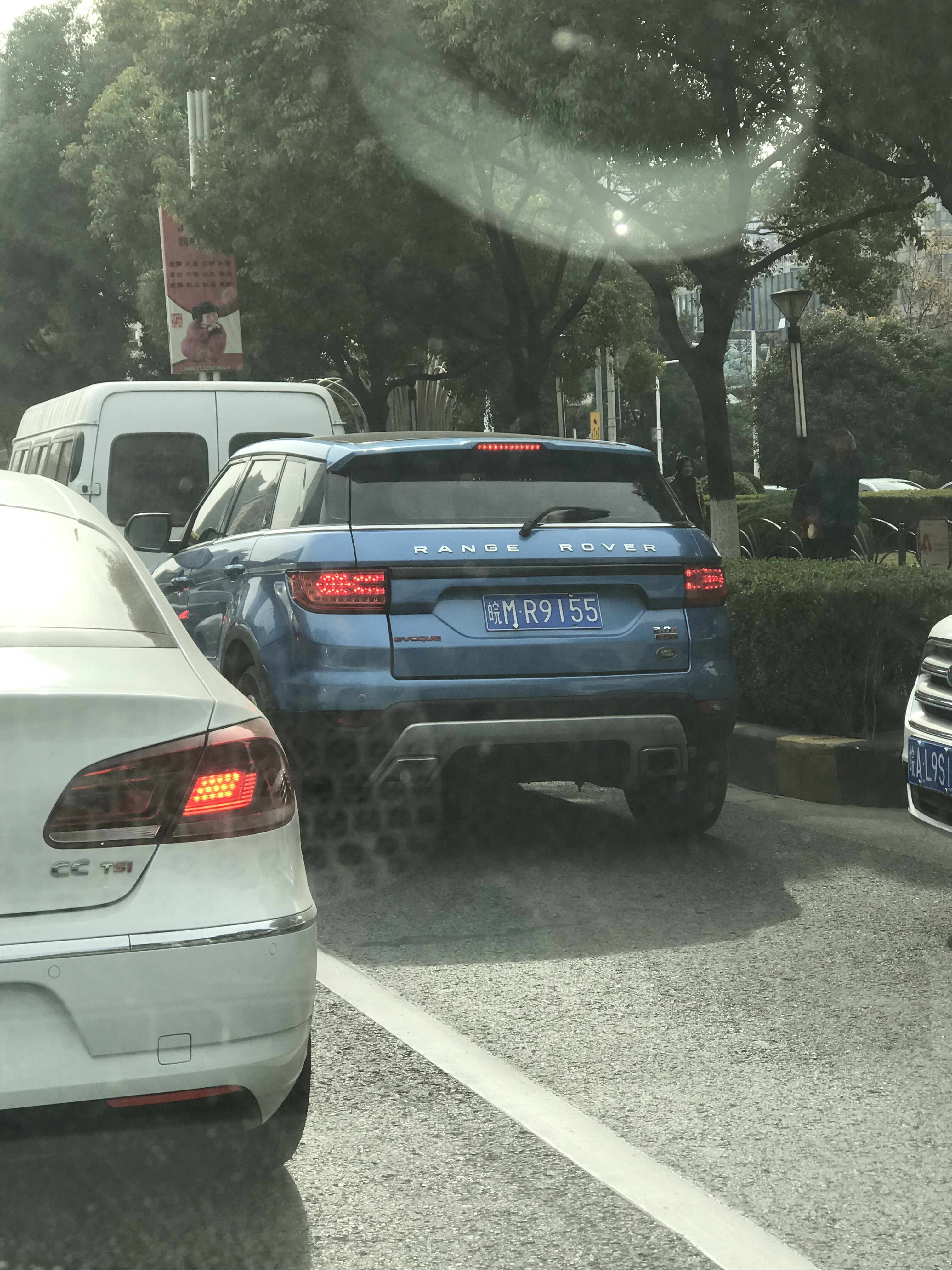
Вид сзади